# Вовче лико кримське
Вовче лико кримське, вовчі ягоди кримські (Daphne taurica) — вид рослин з родини тимелеєвих (Thymelaeaceae), ендемік Криму.

## Опис
Кущ 40–80 см заввишки. Кора (на стовбурцях і нижніх гілках) темно-бура. Листки з загорнутими краями, шкірясті, порівняно жорсткі. Квітки жовтувато-білі або кремові. Чашолисток 6–7 мм довжиною, 3–4 мм шириною, голий. Кістянка темно-червона. Листопадний.
Цвіте в травні–липні. Розмножується вегетативно й насінням.

## Поширення
Ендемік Криму, Україна.
В Україні вид зростає на вапнякових схилах і кам'янистих осипах у передгір'ях Криму (басейн р. Бурульчи, Перевальне лісництво, урочище Яман-Таш).

## Загрози й охорона
Загрозами є: вузька еколого-ценотична амплітуда виду, відсутність відповідних екотопів, постійний антропогенний фактор.
Занесений до Червоної книги Україні в статусі «Зникаючий». Заборонено руйнування місць зростання.